# Liste der UNESCO Global Geoparks in Amerika

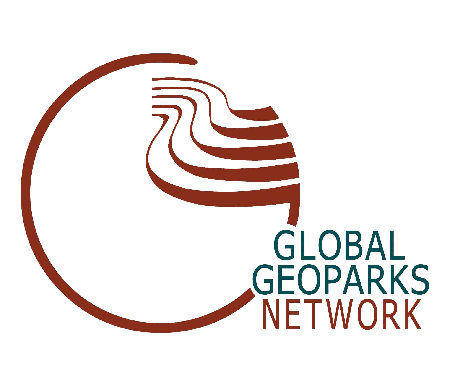
Logo des Global Geopark Network

Auf dieser Seite sind nach Staaten geordnet die Stätten in dem Kontinent Amerika aufgelistet, die von der UNESCO im Rahmen des International Geoscience and Geoparks Programme (IGGP) als UNESCO Global Geopark anerkannt wurden und somit Mitglieder des Global Geopark Network sind.
Die Jahreszahl bezeichnet das Jahr der Anerkennung der Stätte als UNESCO Global Geopark. Jahreszahlen vor 2015 bedeuten, dass der Geopark in diesem Jahr als Mitglied des Global Geopark Network aufgenommen wurde, das 2015 in das IGGP integriert wurde und dessen Mitgliedern dann der Titel UNESCO Global Geopark verliehen wurde.

## Brasilien
| Bild                                 | Bezeichnung                                              | Jahr | Fläche     | Anmerkungen |
| ------------------------------------ | -------------------------------------------------------- | ---- | ---------- | --- |
| (weitere Bilder)                     | Araripe UNESCO Global Geopark (Lage – Link)              | 2006 | 3.441 km²  | liegt im Bundesstaat Ceará und ist geprägt durch das Araripe-Becken, das Araripe-Gebirge und der Fossillagerstätte Santana-Formation in den Bundesstaaten Pernambuco, Piauí und Ceará.                                                   |
| Caçapava UNESCO Global Geopark       | Caçapava UNESCO Global Geopark                           | 2023 | 3047 km²   | Der Geopark befindet sich in Caçapava do Sul im südlichsten Bundesstaat Rio Grande do Sul. (UNESCO) |
| Quarta Colônia UNESCO Global Geopark | Quarta Colônia UNESCO Global Geopark                     | 2023 | 2923 km²   | Der Geopark überschneidet sich teilweise mit dem Mata-Atlântica-Biosphärenreservat. (UNESCO) |
| Caatinga in Paraíba (weitere Bilder) | Seridó UNESCO Global Geopark (Lage)                      | 2023 | 2800 km²   | Der Geopark umfasst u. a. eines der größten Scheelitvorkommen Südamerikas sowie Basaltflüsse aus vulkanischer Aktivität im Mesozoikum und Känozoikum. (UNESCO)                                                                           |
| Cânion Itaimbezinho                  | Caminhos dos Cânions do Sul UNESCO Global Geopark (Lage) | 2023 | 2830,8 km² | Im Geopark finden sich Canyons, die während des Auseinanderbrechens des Superkontinents Gondwana vor etwa 180 Millionen Jahren entstanden, und Überreste der ausgestorbenen, amerikanischen Megafauna wie den Riesenfaultieren. (UNESCO) |

## Chile
| Bild                                  | Bezeichnung                                    | Jahr | Fläche   | Anmerkungen                                                          |
| ------------------------------------- | ---------------------------------------------- | ---- | -------- | -------------------------------------------------------------------- |
| Lago Conguillío und der Vulkan Llaima | Kütralkura UNESCO Global Geopark (Lage – Link) | 2019 | 8053 km² | Der Geopark umfasst u. a. die Vulkane Llaima, Lonquimay und Tolhuaca |

## Ecuador
| Bild                                         | Bezeichnung                                  | Jahr | Fläche      | Anmerkungen |
| -------------------------------------------- | -------------------------------------------- | ---- | ----------- | ----------- |
| Imbabura und Lago San Pablo (weitere Bilder) | Imbabura UNESCO Global Geopark (Lage – Link) | 2019 | 4794,34 km² | Website     |

## Kanada
| Bild                                  | Bezeichnung                                         | Jahr | Fläche    | Anmerkungen                                                                             |
| ------------------------------------- | --------------------------------------------------- | ---- | --------- | --------------------------------------------------------------------------------------- |
| St. Martins Caves (weitere Bilder)    | Stonehammer UNESCO Global Geopark (Lage – Link)     | 2010 | 2.500 km² | Geopark im zur Provinz New Brunswick gehörenden Bereich der Bay of Fundy. (Website)     |
| Kinuseo Falls                         | Tumbler Ridge UNESCO Global Geopark (Lage – Link)   | 2014 | 7.822 km² | Geopark im Bereich der Hart Ranges, in der Provinz British Columbia. (Website)          |
| Rocher Percé (weitere Bilder)         | Percé UNESCO Global Geopark (Lage – Link)           | 2018 | 555 km²   | Geopark an der Spitze der Gaspésie Halbinsel, in der Provinz Québec. (Website)          |
| Klippen am Cape D’Or (weitere Bilder) | Cliffs of Fundy UNESCO Global Geopark (Lage – Link) |      |           | Geopark im zur Provinz Nova Scotia gehörenden Bereich der Bay of Fundy. (Website)       |
| „The Dungeon“ (weitere Bilder)        | Discovery UNESCO Global Geopark (Lage – Link)       |      |           | Geopark auf der Bonavista-Halbinsel, in der Provinz Neufundland und Labrador. (Website) |

## Mexiko
| Bild                          | Bezeichnung                                        | Jahr | Fläche    | Anmerkungen                                              |
| ----------------------------- | -------------------------------------------------- | ---- | --------- | -------------------------------------------------------- |
| Basaltsäulen (weitere Bilder) | Comarca Minera UNESCO Global Geopark (Lage – Link) | 2017 | 1.848 km² | Geopark in Hidalgo (Website)                             |
| (weitere Bilder)              | Mixteca Alta UNESCO Global Geopark (Lage – Link)   | 2017 | 415,4 km² | Geopark in der Landschaft La Mixteca in Oaxaca (Website) |

## Nicaragua
| Bild                             | Bezeichnung                                  | Jahr | Fläche  | Anmerkungen |
| -------------------------------- | -------------------------------------------- | ---- | ------- | ----------- |
| Cañón de Somoto (weitere Bilder) | Rio Coco UNESCO Global Geopark (Lage – Link) | 2020 | 954 km² |             |

## Peru
| Bild                       | Bezeichnung                                                     | Jahr | Fläche      | Anmerkungen |
| -------------------------- | --------------------------------------------------------------- | ---- | ----------- | ----------- |
| Colca-Tal (weitere Bilder) | Colca y Volcanes de Andagua UNESCO Global Geopark (Lage – Link) | 2019 | 6010,91 km² | Website     |

## Uruguay
| Bild             | Bezeichnung                                            | Jahr | Fläche    | Anmerkungen                                         |
| ---------------- | ------------------------------------------------------ | ---- | --------- | --------------------------------------------------- |
| (weitere Bilder) | Grutas del Palacio UNESCO Global Geopark (Lage – Link) | 2013 | 3.611 km² | Sandsteinhöhlen aus der oberen Kreidezeit (Website) |